# Flotta Lauro
Flotta Lauro, también conocida como Star Lauro o Lauro Line, fue una naviera italiana dedicada al mercado del transporte marítimo de petroleros y cruceros con sede en Nápoles.
Fue adquirida por Mediterranean Shipping Company en 1987 y daría paso a lo que actualmente es MSC Crociere.

## Historia

### Flotta Lauro (1920s-1982)
El armador Gioacchino Lauro sentó las bases de la flota con algunos veleros, que sin embargo se desarrolló en la década de 1920 gracias a su hijo Achille Lauro, que compró el primer barco Iris y seis hermanas. La empresa se convirtió en la flota mediterránea más grande de todos los tiempos y una de las empresas más importantes del sur de Italia. A partir de la década de 1950 los barcos de la flota quedaron en la historia de la marina mercante italiana: el Surriento, Sydney, Roma, Angelina Lauro y el Oceanos. Los accionistas minoritarios de la empresa eran Gaetano Fiorentino y Giovanni Cafiero.
En 1964 entró en servicio en la flota el ex-transatlántico neerlandés Willem Ruys (Renombrado Achille Lauro), utilizado posteriormente como crucero . En 1966 el Angelina Lauro se unió a línea para conectarse con Australia.
Sin embargo, su hijo Ercole Lauro no supo adaptar la empresa a los tiempos con la crisis del petróleo, la flota se endeudó por 200,000 millones de liras italianas y la flota se puso en servicio, El último comisario Flavio de Luca también es condenado en primera instancia a nueve años de prisión por una serie de operaciones cuestionables como la venta del superpetrolero "Volere" por menos de 5 millones de dólares, luego revendido por los compradores al poco tiempo. después por nueve, y luego absuelto en la Corte Suprema.

### Starlauro (1982-1987)
En 1982, tras la quiebra Flotta Lauro pasó a ser Lauro Line, hasta que el entonces Ministro de Industria Adolfo Battaglia, dio luz verde a la venta de lo que quedaba de la flota al dúo Eugenio Buontempo y Salvatore Pianura que, con una oferta pública de 10,000 millones y 100 millones de liras, en la subasta del 19 de enero de 1987, adquirió el grupo naviero napolitano.
La nueva empresa denominada Starlauro adquirió así la propiedad de un petrolero Volere y cinco buques de transporte (Cervo, Tigre, Gazzella, Palizzi, Gioacchino Lauro) y un crucero el Achille Lauro.
La empresa extranjera con barcos de bandera panameña, Mediterranean Shipping Company SA de Gianluigi Aponte con sede en Ginebra, que se ocupaba únicamente de carga se hizo cargo de las acciones de Pianura en diciembre de 1990 y de las de Buontempo en junio de 1991, quedando así como única accionista de Starlauro, transformándola en una nueva división de MSC, Starlauro Cruises y luego daría paso a MSC Crociere.